# Araneus enucleatus
Araneus enucleatus är en spindelart som först beskrevs av Karsch 1879.  Araneus enucleatus ingår i släktet Araneus och familjen hjulspindlar. Inga underarter finns listade i Catalogue of Life.